# Гардвік (округ Болдвін, Джорджія)
Гардвік (англ. Hardwick) — переписна місцевість (CDP) в США, в окрузі Болдвін штату Джорджія. Населення — 3513 особи (2020).

## Географія
Гардвік розташований за координатами 33°2′44″ пн. ш. 83°14′56″ зх. д. / 33.04556° пн. ш. 83.24889° зх. д. (33.045555, -83.248854).  За даними Бюро перепису населення США в 2010 році переписна місцевість мала площу 12,63 км², з яких 12,61 км² — суходіл та 0,03 км² — водойми.

## Демографія
Згідно з переписом 2010 року, у переписній місцевості мешкало 3930 осіб у 1606 домогосподарствах у складі 969 родин. Густота населення становила 311 особа/км².  Було 2061 помешкання (163/км²).
Расовий склад населення:
| - 76,3 % — чорних або афроамериканців - 21,3 % — білих - 0,3 % — азіатів - 0,1 % — корінних американців |

До двох чи більше рас належало 1,5 %. Частка іспаномовних становила 1,3 % від усіх жителів.
За віковим діапазоном населення розподілялося таким чином: 24,4 % — особи молодші 18 років, 63,3 % — особи у віці 18—64 років, 12,3 % — особи у віці 65 років та старші. Медіана віку мешканця становила 36,1 року. На 100 осіб жіночої статі у переписній місцевості припадало 83,8 чоловіків;  на 100 жінок у віці від 18 років та старших — 80,3 чоловіків також старших 18 років.
Середній дохід на одне домашнє господарство  становив 31 506 доларів США (медіана — 22 143), а середній дохід на одну сім'ю — 40 748 доларів (медіана — 25 603). Медіана доходів становила 26 263 долари для чоловіків та 23 568 доларів для жінок. За межею бідності перебувало 37,6 % осіб, у тому числі 61,3 % дітей у віці до 18 років та 20,3 % осіб у віці 65 років та старших.
Цивільне працевлаштоване населення становило 1095 осіб. Основні галузі зайнятості: освіта, охорона здоров'я та соціальна допомога — 30,2 %, роздрібна торгівля — 22,4 %, мистецтво, розваги та відпочинок — 11,0 %, публічна адміністрація — 9,1 %.